# PRIMO S
PRIMO S war ein Echtzeitdatenbanksystem der Firma ABB, das für die Anwendung in der Prozessautomation ausgerichtet war. Es verfügte über eine standardisierte SQL API und ODBC-Schnittstelle. Es war bei der Einführung das erste System, das den komplexen Anforderungen der Prozessautomation entsprach. Mittlerweile wurde das System durch neuere Produkte ersetzt.
Das System wird heute noch an über 1600 Einsatzorten unter Industriebedingungen verwendet, unter anderem für die Überwachungen von Kraftwerken, zur Diagnose von Schienenfahrzeugen, zur Steuerung von Walzstraßen, zur intelligenten Verwaltung von Telekommunikationsnetzen oder in der Fertigungsleittechnik. 
Die Datenbank läuft auf einer Vielzahl von Systemen, beispielsweise Windows NT, OpenVMS und vielen UNIX-Derivaten. Das System ist zu hundert Prozent portabel, so dass es unabhängig von Betriebssystemen ist.
Das Logo von PRIMO S wurde auch auf Telefonkarten der deutschen Telekom gedruckt.